# فينش
فينش (1760 بإنجلترا في المملكة المتحدة - ) (بالإنجليزية: Finch)‏ هو لاعب كريكت بريطاني. لعب مع Kent county cricket teams ‏.